# Église du Christ-Roi de Joliette
Pour les articles homonymes, voir Église du Christ-Roi.
L'église du Christ-Roi est un lieu de culte catholique situé au 330, rue Papineau à Joliette au Québec, Canada. Bien que reprenant l'image conventionnelle de l'église catholique au Québec, son architecture y est dépouillée au maximum. Elle s'impose assez vite comme un modèle pour les lieux de culte. Il s'agit du premier bâtiment à utiliser le bois lamellé-collé dans sa structure. L'église est citée comme immeuble patrimonial en 2016 par la ville.

## Histoire
La paroisse du Christ-Roi est fondée en 1935. Un lieu de culte temporaire est aménagé dans la maison Querbes, une maison de retraite pour homme aujourd'hui disparue, qui appartient au clercs de Saint-Viateur. Les plans de l'église sont réalisés par l'architecte René Charbonneau et son fils Gérard. Pour ce projet, ils se sont associés à Gérard Notebaert. Elle a été bâtie en 1952 et 1953 par l'entrepreneur Bernard Malo. Les plans sont fortement inspirés de l'église Sainte-Thérèse-de-l'Enfant-Jésus dans la même ville, qui a été construite par René et Gérard Charbonneau en 1951. Cependant, la nature argileuse sur sol force les architectes à opter pour une structure plus légère en bois lamellé-collé. Il s'agit de la première utilisation de ce matériau dans l'architecture au Québec. Cette église suscite de l'intérêt avant même sa construction et s'est même imposée comme modèle.
Les vitraux sont réalisés par Olivier Ferland et le céramiste Claude Vermette conçoit un premier chemin de croix et les motifs en céramique des autels. Les statues de Marie et de Joseph sont l'œuvre de Rose-Anne Monna. 
Au cours des ans, plusieurs autres artistes participent à la décoration de l'église. En 1960, Gaétan Beaudin conçoit une murale de céramique dans le mur du chœur. En 1978, on installe le chemin de croix et un Christ en croix de sept mètres de haut provenant du séminaire de Joliette. Les deux sont l’œuvre de Maximilien Boucher. Durant les années 1980, le sculpteur Gaétan Therrien réalise le maître-autel, deux bas-reliefs et les lutrins. 
L'église du Christ-Roi est citée comme immeuble patrimonial par la ville de Joliette le 18 avril 2016.

## Architecture

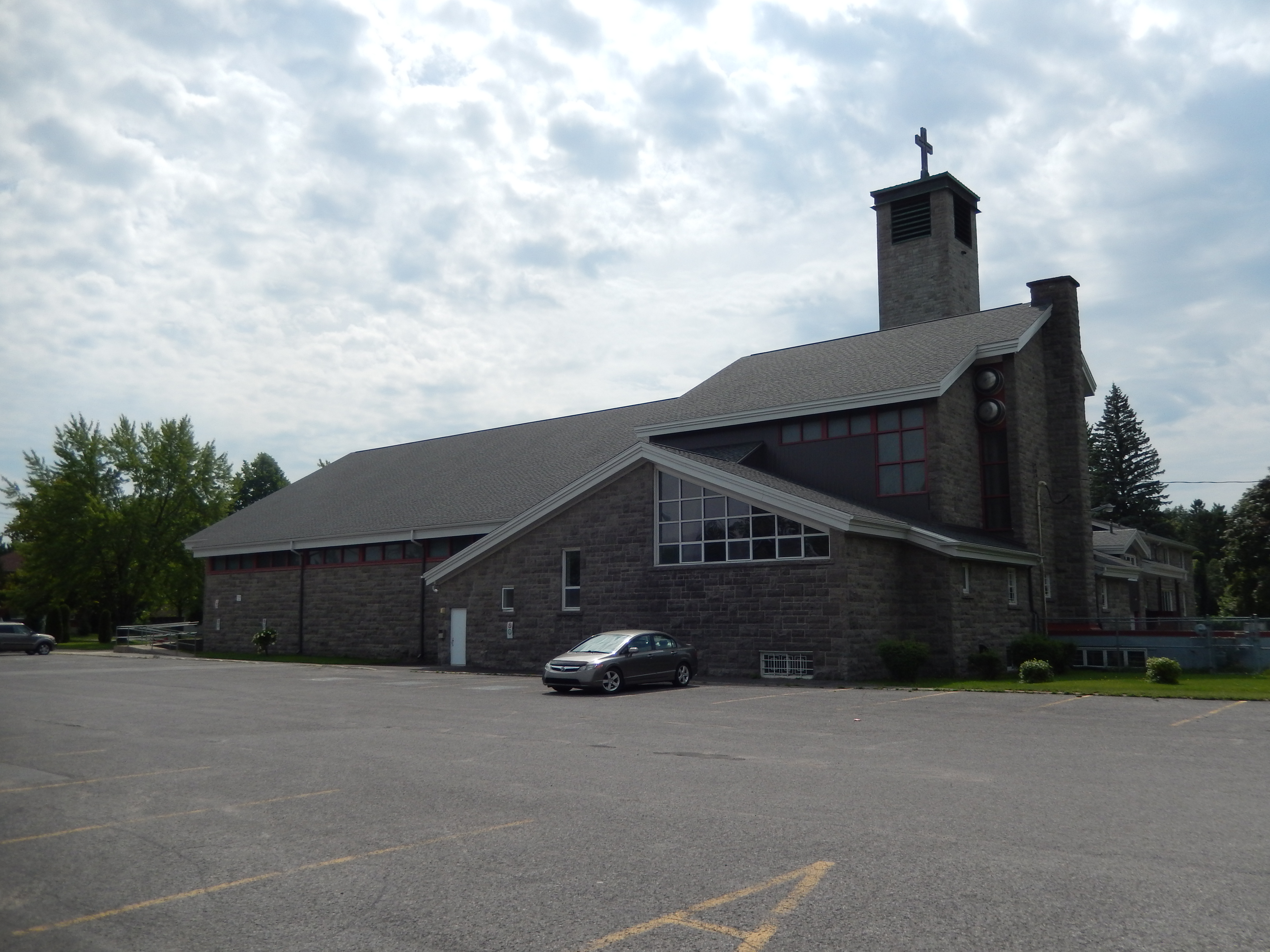
Église du Christ-Roi vue de l'arrière

L'église du Christ-Roi a un plan en T, le bâtiment principal ayant deux ailes à l'arrière. Contrairement aux églises plus traditionnelles où le clocher est situé en façade, il est situé sur l'une des ailes arrière de celle-ci. La fenestration importante de l'église, ainsi que sa verrière en façade, rappelle quant-à elle les églises traditionnelles.
Le plan de l'église reprend celui de l'église traditionnelle québécoise, mais le nombre d'éléments et de matériaux est réduit. Les murs en pierre ont un appareillage rustique et les baies sont grandes et avec une menuiserie de bois. À l'intérieur, la ferme en lamellé-collé y est apparente, donnant un volume unique à la nef.